# Nymphonella tapetis
Nymphonella tapetis là một loài nhện biển trong họ Ascorhynchidae. Loài này thuộc chi Nymphonella. Nymphonella tapetis được miêu tả khoa học năm 1927 bởi Ohshima.